# NGC 1156
NGC 1156 é uma galáxia irregular (IBm) localizada na direcção da constelação de Aries. Possui uma declinação de +25° 14' 14" e uma ascensão recta de 2 horas, 59 minutos e 42,1 segundos.
A galáxia NGC 1156 foi descoberta em 13 de Novembro de 1786 por William Herschel.